# Roberto Figueroa
Roberto Figueroa (Montevideo, 20 de març de 1906 - ibídem, 24 de gener de 1989) fou un futbolista uruguaià destacat del període 1920-1930.

## Biografia
Va jugar amb l'equip de futbol Montevideo Wanderers FC al campionat de l'Uruguai.
Amb la selecció nacional del seu país va participar en el Campionat Sud-americà de 1927 i més endavant als Jocs Olímpics d'estiu de 1928, on va aconseguir la medalla d'or a Àmsterdam.